# Kaisheim

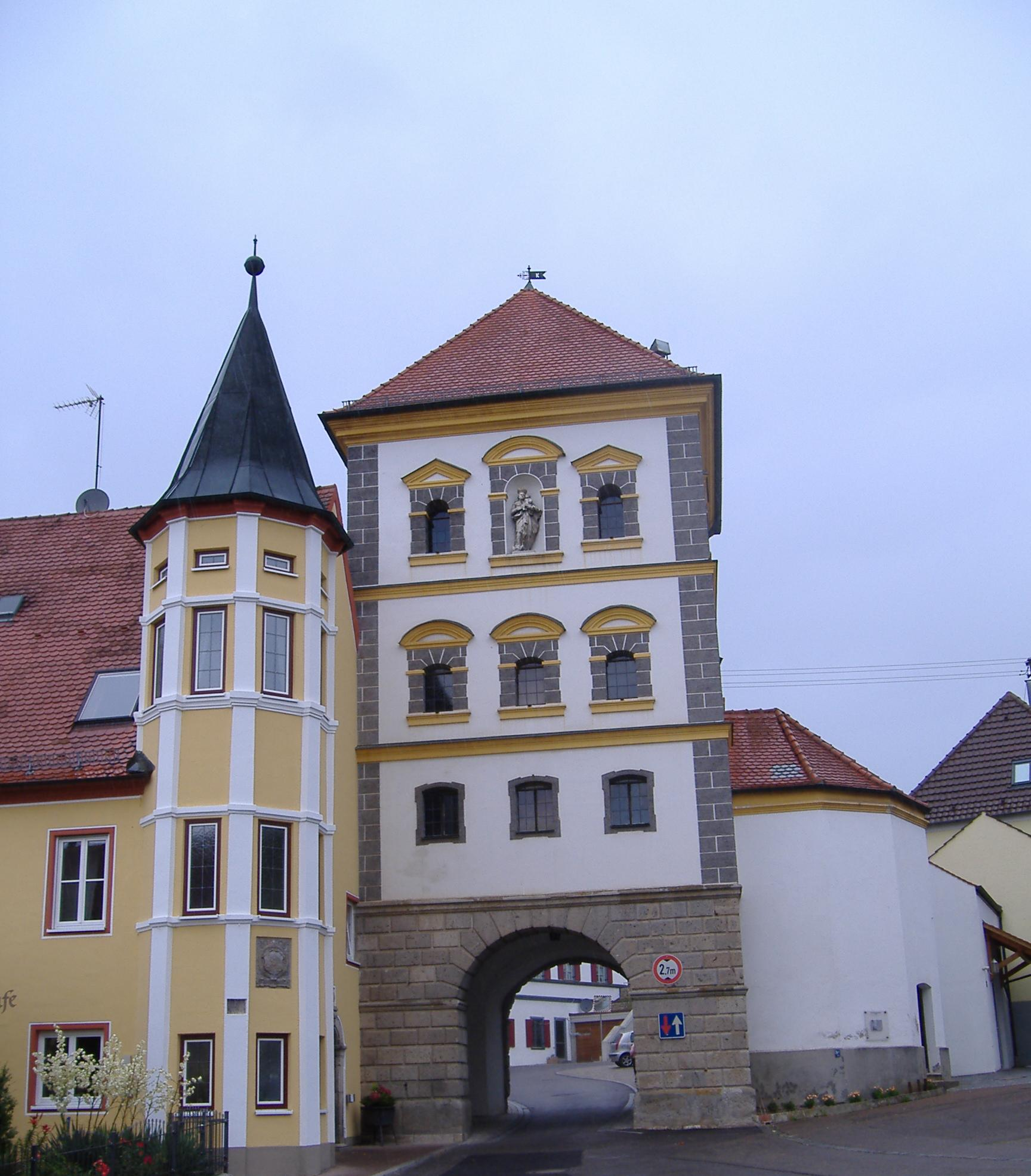
Torturm mit gewölbter Durchfahrt

Kaisheim ist ein Markt im schwäbischen Landkreis Donau-Ries.

## Geographie
Kaisheim liegt in der Planungsregion Augsburg.
Die Gemeinde besteht aus 7 Gemarkungen und hat 12 Gemeindeteile (in Klammern ist der Siedlungstyp angegeben):
- Altisheim (Pfarrdorf) mit Lehenweid (Einöde), Quellgut (Einöde) und Riedelbergerhof (Einöde)
- Bergstetten (Kirchdorf)
- Gunzenheim (Kirchdorf)
- Hafenreut (Kirchdorf)
- Kaisheim (Hauptort) mit Bertenbreit (Weiler) und Neuhof (Dorf)
- Leitheim (Kirchdorf)
- Sulzdorf (Pfarrdorf)

## Geschichte
Kaisheim war Obervogtamt und gehörte zum örtlichen Reichsstift Kloster Kaisheim. Das Kloster wurde 1133 von Graf Heinrich II. von Lechsgemünd und seiner Gemahlin Liukardis gegründet. Es war vermutlich schon seit dem Jahr 1370 Reichsstift, aber erst ab 1656 wurde das Kloster reichsunmittelbar. Seit der Säkularisation 1803 gehört der Ort zu Bayern. Im Zuge der Verwaltungsreformen im Königreich Bayern entstand mit dem Gemeindeedikt von 1818 die heutige Gemeinde.
Die lateinische Bezeichnung des Ortes war „Caesarea“ (Kaisersheim). Im Jahr 1934 wurde die Gemeinde Kaisheim zum Markt erhoben.

## Eingemeindungen
Im Zuge der Gebietsreform in Bayern wurden am 1. Juli 1971 wurden die Gemeinden Gunzenheim (mit Gemeindeteil Bergstetten), Hafenreut und Sulzdorf und am 1. Juli 1972 die Gemeinden Altisheim und Leitheim eingegliedert.

### Einwohnerentwicklung
Zwischen 1988 und 2018 wuchs der Markt von 3461 auf 3824 um 363 Einwohner bzw. um 10,5 %.
| Jahr      | 1961 | 1970 | 1987 | 1995 | 2000 | 2005 | 2010 | 2015 | 2021 |
| Einwohner | 3078 | 2657 | 3378 | 3931 | 4144 | 4274 | 4331 | 3833 | 3983 |

## Politik

### Gemeinderat
In der Amtszeit von Mai 2020 bis April 2026 setzt sich der Gemeinderat aufgrund des Ergebnisses der Kommunalwahl am 15. März 2020 folgendermaßen zusammen (mit Vergleichszahlen zur Kommunalwahl am 16. März 2014):
| Partei/Liste       | 2020  | 2020          |       | 2014          | 2014 |
| Partei/Liste       | Sitze | Stimmenanteil | Sitze | Stimmenanteil |      |
| CSU / FWG          | 6     | 34,9 %        | 4     | 27,1 %        |      |
| Grüne              | 2     | 14,3 %        | 2     | 12,2 %        |      |
| FW / PWG *         | 5     | 34,1 %        | 7     | 41,4 %        |      |
| Freie Bürgerstimme | 3     | 16,7 %        | 3     | 19,3 %        |      |

### Bürgermeister
Erster Bürgermeister ist seit 1. Mai 2014 Martin Scharr (PWG); er wurde bei der Kommunalwahl am 15. März 2020 mit 56,9 % für weitere sechs Jahre im Amt bestätigt. Seine Vorgänger waren Franz Rößner (von 1966 bis 1990) sowie Franz Oppel (CSU) von 1990 bis 2014.

### Wappen
| Wappen der Marktgemeinde Kaisheim | Blasonierung: „In Blau der goldene Großbuchstabe K überhöht von einer goldenen Laubkrone.“ |
| Wappen der Marktgemeinde Kaisheim | Wappenbegründung: Das Wappen der Gemeinde Kaisheim führt das Wahrzeichen der Reichsabtei Kaisheim – früher Kaisersheim genannt. Die Geschichte des Marktes ist eng mit der des gleichnamigen Klosters verbunden. Das 1134 gegründete und 1802 säkularisierte Zisterzienserkloster führte im Lauf der Jahrhunderte vier verschiedene Wappen nach- oder nebeneinander: Das so genannte Stifterwappen zeigte in fünfmal von Gold und Blau geteiltem Schild ein rotes Pantier und war dem Wappen der Klostergründer, der Grafen von Lechsgemünd entnommen. Das Konventswappen aus dem frühen 15. Jahrhundert ist noch älter und führte in schwarzem, mit goldenen Kreuzchen bestreuten Feld den weiß bekleideten Arm eines Zisterziensermönchs mit einem goldenen Abtstab. Seit dem 17. Jahrhundert taucht der so genannte Zisterzienserbalken auf, ein von Weiß und Rot geschachter Schrägbalken auf Schwarz. Der Großbuchstabe K mit einer Krone darüber erscheint unter Abt Konrad Reiter (1509 bis 1540). Kaisheim folgte damit dem Beispiel anderer Zisterzienserklöster, die den Anfangsbuchstaben ihres Klosternamens in ihr Ordenswappen aufnahmen. Die Krone symbolisiert die Reichsfreiheit des Klosters. Dieses Wappen wird seit 1952 geführt. |

### Gemeindepartnerschaften
Kaisheim unterhält seit 1978 eine Partnerschaft mit der Tiroler Gemeinde Stams.

## Bau- und Bodendenkmäler

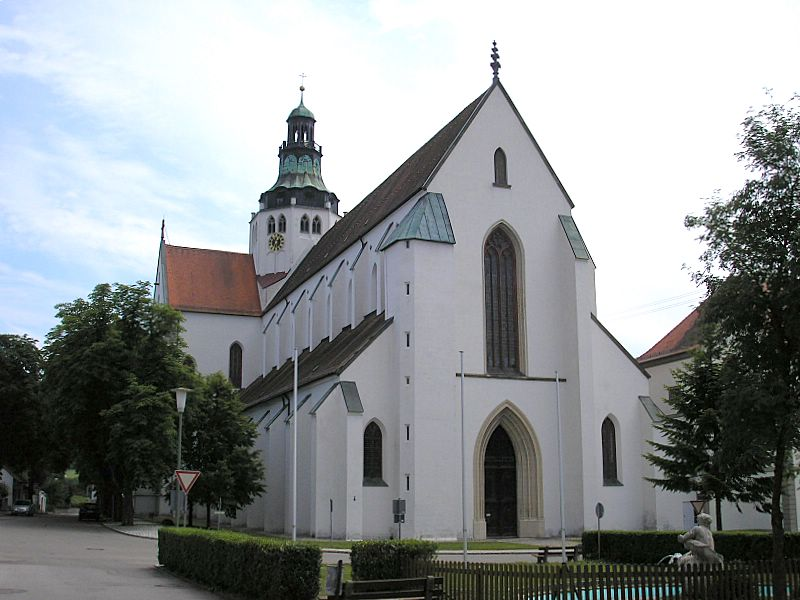
Pfarrkirche Kaisheim

- Die ehemalige Klosterkirche des Zisterzienserordens, Mariä Himmelfahrt, ist heute Pfarrkirche des Marktes Kaisheim.
- Schloss Leitheim

## Religion
Kaisheim ist mehrheitlich katholisch. Von den 3817 Einwohnern gehören 2683 der katholischen Religion an.
Die Kommune liegt auf dem Jurisdiktionsgebiet zweier Bistümer, des Bistums Augsburg und des Bistums Eichstätt. Der Südosten mit den Ortsteilen Altisheim (Pfarrei St. Willibald), Hafenreut (Filialkirche St. Georg zu Kaisheim), Kaisheim (Pfarrei Mariä Himmelfahrt) und Leitheim (Filialkirche St. Blasius zu Altisheim) gehört als Teil der Pfarreiengemeinschaft Kaisheim zum Bistum Augsburg, der Nordwesten mit Bergstetten (Filialkirche Heiligste Dreifaltigkeit zu Buchdorf), Gunzenheim (Expositur St. Thomas zu Fünfstetten) und Sulzdorf (Pfarrei St. Margareta) zum Bistum Eichstätt.

## Wirtschaft und Infrastruktur

### Wirtschaft
Das Nettosteueraufkommen beträgt im Jahr 2020 € 1.541.017. Die Gewerbesteuereinnahmen befliefen sich im gleichen Jahr auf € 463.464, die Steuerkraftzahl auf € 739,40.
Im Jahre 2018 gab es nach der amtlichen Statistik im Bereich der Land- und Forstwirtschaft keine, im produzierenden Gewerbe 113 und im Bereich Handel, Verkehr und Gastgewerbe 89 sozialversicherungspflichtig Beschäftigte am Arbeitsort. In sonstigen Wirtschaftsbereichen waren am Arbeitsort 131 Personen sozialversicherungspflichtig beschäftigt. Sozialversicherungspflichtig Beschäftigte am Wohnort gab es insgesamt 1383. Im verarbeitenden Gewerbe gab es einen, im Bauhauptgewerbe keinen Betrieb. Im Jahr 2010 bestanden zudem 34 landwirtschaftliche Betriebe mit einer landwirtschaftlich genutzten Fläche von insgesamt 1230 ha, davon waren 763 ha Ackerfläche und 466 ha Dauergrünfläche.

### Öffentliche Einrichtungen
- Justizvollzugsanstalt Kaisheim

### Bildung
In Kaisheim gibt es folgende Einrichtungen:
- Zwei Kindertageseinrichtungen mit 134 Kindergartenplätze und 93 betreuten Kindern (2017)
- Grundschule: Graf-Heinrich-Volksschule mit zehn Lehrern und 146 Schülern (2016/17)
- Förderschule: Abt-Ulrich-Schule mit 27 Lehrern und 199 Schülern (2016/17)

Seit 1985 gibt es eine Außenstelle der Volkshochschule Donauwörth.

## Persönlichkeiten
- Wolfgang Amadeus Mozart hielt sich vom 13. bis 25. Dezember 1778 in Kaisheim als Gast von Reichspärlat Coelestin Angelsprugger auf.
- Der frühere Augsburger Bischof Walter Mixa (* 1941) wohnt im Ortsteil Gunzenheim.[10]
- Franz Rößner, Ehrenbürger und Altbürgermeister